# Mtsensk
Mtsensk (del ruso: Мценск) es una ciudad rusa ubicada en el norte de la óblast de Oriol. Es sede administrativa del raión homónimo, en cuyo centro geográfico se enclava. Sin embargo, la ciudad no pertenece al raión y está directamente subordinada a la óblast como ókrug urbano.
En 2023, el territorio de la ciudad tenía una población de 36 070 habitantes, por lo que es la tercera ciudad más poblada de la óblast, solamente superada en población por Oriol y Livny. Su término municipal se ciñe al propio casco urbano, por lo que forma una conurbación con varias localidades rurales del raión circundante, que acercan su población total a los cuarenta mil habitantes.
Está situada a orillas del río Zusha (un afluente del Oká, de la cuenca hidrográfica del Volga; el río Zusha es navegable a partir de Mtsensk). La ciudad se encuentra a 47 km (50 km por carretera) de Oriol.

## Historia
Mtsensk es mencionada por primera vez en la Crónica de Níkon (1147) (Nikon Chronicle), bajo el nombre de Mtchensk (Мьченск), cuando dependía del principado de Chernígov. En 1320, fue anexionada por el Gran Ducado de Lituania. Se convirtió en una fortaleza así como en un centro de artesanía y comercio. A principios del siglo XVI, pasó a la dominación de Moscovia. La fortaleza de Mtsensk, una de las más grandes del sur de Rusia, perdió importancia militar durante la segunda mitad del siglo XVII. Mtsensk consiguió el estatus de ciudad en 1778. Se convirtió entonces en un centro del comercio de grano, y, ya en el siglo XIX, llegaron las primeras industrias, predominantemente textiles.
En la Segunda Guerra Mundial se dieron combates en las inmediaciones de la ciudad, que fue tomada por las tropas alemanas en varias ocasiones.

## Demografía
| 1897  | 1926   | 1959   | 1970   | 1979   | 1989   | 1996   | 2002   | 2007   |
| ----- | ------ | ------ | ------ | ------ | ------ | ------ | ------ | ------ |
| 9 400 | 10 000 | 14 300 | 27 800 | 41 800 | 48 400 | 50 900 | 47 807 | 45 900 |

## Patrimonio
Una casa de campo de Iván Turguéniev, llamada Spáskoye-Lutovínovo, transformada en museo, se encuentra a quince kilómetros al norte de Mtsensk, en la carretera Moscú - Simferópol.
Se han conservado asimismo en la localidad una serie de edificios eclesiásticos, entre los cuales, la iglesia de María (de la década de 1670) y la iglesia de la Trinidad (1777).

## Economía y transporte

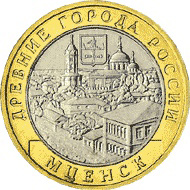
Reverso de una moneda de 10 rublos de 2005, en la que aparece la ciudad de Mtsensk.

La ciudad no tiene un gran número de industrias, pero entre ellas, destacan las textiles y una fundición de aluminio, que pertenece a la compañía de Moscú Lijachova
Mtsensk está conectada al sistema ferroviario. Por la ciudad pasa el tren de largo recorrido Moscú-Tula-Kursk-Bélgorod. Por las cercanías de la ciudad pasa la autopista M2.

## Cultura
La ciudad es célebre porque aquí se ambienta el cuento de Nikolái Leskov Lady Macbeth de Mtsensk, que inspiró a Dmitri Shostakóvich una ópera homónima, al cineasta Andrzej Wajda su película Lady Macbeth en Siberia y al escritor Óscar Esquivias su obra El príncipe Hamlet de Mtsensk.